# Баварські державні колекції картин
48°08′58″ пн. ш. 11°34′18″ сх. д. / 48.149583° пн. ш. 11.571776° сх. д.
Баварські державні колекції картин, також Баварські державні колекції живопису — установа, яка опікується значною частиною колекцій картин і творів мистецтва Вільної Держави Баварія. Мистецтвознавці з різних спеціалізованих галузей, природознавці та реставратори з афілійованого Інституту Дернера разом з численними іншими фахівцями займаються адмініструванням, збереженням та науковим дослідженням великого, розташованого в різних інституціях зібрання з понад 30 000 об'єктів.

## Музеї
Баварські державні колекції картин включають такі музеї та колекції:
- в Мюнхені :
  - Стара пінакотека
  - Нова галерея Пінакотека
  - Колекція сучасного мистецтва в Пінакотеці сучасності
  - Музей Брандхорста
  - Колекція Шака

і як галереї-філії:
- в Ансбаху : Державна галерея в резиденції Ансбах
- в Ашаффенбурзі: Державна галерея замку Йоганнісбург
- в Аугсбурзі :
  - Державна галерея старонімецьких майстрів у колишньому костелі Св. Катерини
  - Державна галерея сучасного мистецтва у Скляному палаці (до 2019)
- у Бамберзі: Державна галерея в новій резиденції
- у Байройті: Державна галерея в Новому палаці
- у Бургхаузені: Державна галерея в замку
- у Фюссені: Державна галерея у Високому замку
- у Нойбурзі на Дунаї: Державна галерея — фламандський бароковий живопис
- в Обершлайсгаймі: Державна галерея в Новому палаці Шляйсгайм
- в Оттобойрені: Державна галерея в бенедиктинському абатстві
- в Тегернзее: Музей Олафа Гульбранссона в курортних садах
- у Вюрцбурзі: Державна галерея у Вюрцбурзькій резиденції

## Каталог
У двотомному каталозі, опублікованому Баварськими державними колекціями картин, генеральний директор Бернгард Мааз описує 1000 робіт з музеїв, колекцій та афілійованих галерей Пінакотек. Перший том «Від Середньовіччя до Просвітництва» присвячений раннім роботам Пінакотеки з акцентом на Альбрехта Дюрера. До 2-го тому увійшли праці «Від романтизму до модернізму».
- Бернхард Маац: «Розписи мюнхенських пінакотек: том 1: від Середньовіччя до Просвітництва. Том 2: Від романтизму до модерну» / Bernhard Maaz: «Die Gemälde der Münchner Pinakotheken: Band 1: Vom Mittelalter zur Aufklärung. Band 2: Von der Romantik zur Moderne». Hirmer, München, 2022, ISBN 377743938X.

## Адміністрація
Попередником Дирекції баварських державних колекцій картин була «Центральна дирекція картинної галереї», яка була заснована в 1799 році. Адміністративний штаб Баварської державної колекції картин розташований у будівлі Нової пінакотеки в Мюнхені. Під час реконструкції Нової пінакотеки адміністративні приміщення були переміщені до Бріннер-Форуму (Brienner Forum) на вулиці Ріхарда Вагнера.

## Окремі колекції
Баварські державні колекції картин містять низку найважливіших колекцій живопису в світі. Численні експонати демонструються в будівлях у районі мистецтва Мюнхена. Важливими окремими колекціями є:
- Колекції Старої пінакотеки та Нової пінакотеки, які були створені з ініціативи Людвіга I Баварського і об'єднали колекції родини Віттельсбахів.
- Колекція Гуго фон Чуді
- Колекція Шака (галерея Schack до 2009 р.)
- Колекція Софі та Емануеля Фон
- Колекція Брандхорста
- Колекція сучасного мистецтва
- Колекція класичного модерну

У 1937 році в рамках загальнонімецької узгодженої акції націонал-соціалісти конфіскували велику кількість робіт з музеїв, трактуючи їх як «вироджене» мистецтво.

## Твори мистецтва, викрадені нацистами
У 2016 році газета Süddeutsche Zeitung повідомила, що державні колекції картин Баварії продавали викрадене нацистами мистецтво до 1970-х років. Твори мистецтва передали їм американці після 1945 року з умовою повернення їхнім власникам. Це прохання було проігноровано, і твори мистецтва були продані, включені в державні колекції живопису або навіть повернуті самим нацистським чиновникам або їхнім родичам.
Згідно зі звітом, Державні колекції картин Баварії зазначили, що вони протягом тривалого часу проводили інтенсивне дослідження походження відповідно до Вашингтонської декларації, вивчаючи всі картини та скульптури, які були придбані після 1933 року та створені до 1945 року. З архівами державних колекцій картин можуть ознайомитися спадкоємці, представники спадкоємців і сторонні дослідники, а результати дослідження провенансу неодноразово публікувалися.
Відділ дослідження походження був заснований у Баварських державних колекціях картин в 2008 році, і спочатку для виконання поставлених завдань було створено одну штатну посаду з історії мистецтва. У 2012 році додано ще одну посаду на половину робочого дня, а також залучено тимчасових наукових співробітників, серед яких, зокрема, фахівців з новітньої історії. Відділ має на меті займатися довготривалим та систематичним вивченням походження 7000 творів мистецтва, які були придбані в епоху націонал-соціалізму та створені до кінця Другої світової війни. Згідно з публікацією цього відділу, до кінця 2020 року всі твори мистецтва пройшли первинну перевірку. З 2007 року в базі даних втраченого мистецтва Магдебурзького координаційного офісу було зареєстровано 355 робіт через підозру, що йдеться про твори мистецтва, викрадені нацистами. 291 твір можна було класифікувати як конфісковані не через переслідування, а тому до творів, пов'язаних з репресіями націонал-соціалістів вони не належать; для 63 творів виявлено прогалини в ланцюжку походження, які наразі неможливо усунути. Чотири твори мистецтва повернуто. З 2019 року документи на цю тему перебувають у вільному доступі в Головному державному архіві Баварії.